# بوگوروسلان
شهر بوگوروسلان (به روسی: Бугуруслан) در کشور روسیه و در اوبلاست ارنبورگ واقع شده‌است.